# SN 2007bo
SN 2007bo – supernowa typu II odkryta 26 marca 2007 roku w galaktyce A104428+2350. W momencie odkrycia miała maksymalną jasność 19,60m.